# Hadogenes lawrencei
Espèce
Hadogenes lawrencei est une espèce de scorpions de la famille des Hormuridae.

## Distribution
Cette espèce est endémique de Namibie.

## Description
Le mâle holotype mesure 89,3 mm et la femelle paratype 78,2 mm.

## Étymologie
Cette espèce est nommée en l'honneur de Reginald Frederick Lawrence.

## Publication originale
- Newlands, 1972 : A description of Hadogenes lawrencei sp. nov. (Scorpiones) with a checklist and key to the South West African species of the genus Hadogenes. Madoqua, sér. II, vol. 1, p. 133–140 (texte intégral).